# Yōsuke Hatakeyama
Yōsuke Hatakeyama (jap. 畠山陽輔 Hatakeyama Yōsuke; ur. 28 lipca 1980 r. w Odate) – japoński narciarz, specjalista kombinacji norweskiej, zwycięzca Pucharu Kontynentalnego.

## Kariera
Po raz pierwszy na arenie międzynarodowej Yōsuke Hatakeyama pojawił się 26 sierpnia 2000 roku, kiedy wystartował w zawodach Pucharu Świata B w Calgary. Zajął wtedy 18. miejsce w konkursie rozgrywanym metodą Gundersena. W zawodach tego cyklu startował do 2008 roku, najlepsze wyniki osiągając w sezonie 2003/2004, w którym triumfował w klasyfikacji generalnej. Pięciokrotnie stawał na podium, przy czym 22 stycznia 2005 roku w Baiersbronn zwyciężył w Gundersenie.
W Pucharze Świata zadebiutował 23 stycznia 2004 roku w Nayoro, gdzie zajął 34. miejsce w konkursie metodą Gundersena. Pierwsze punkty zdobył jednak dopiero 27 listopada 2004 roku zajmując 27. pozycję w tej samej konkurencji. W klasyfikacji generalnej sezonu 2004/2005 zajął ostatecznie 45. pozycję. Najlepsze wyniki osiągnął w sezonie 2005/2006, który ukończył na 37. miejscu. Japończyk nigdy nie stanął na podium zawodów tego cyklu.
Pierwszą dużą imprezą w jego karierze były Mistrzostwa Świata w Oberstdorf w 2005 roku, gdzie był dziewiąty w sztafecie. W występach indywidualnych zajął 23. miejsce w Gundersenie oraz 34. w sprincie. Rok później brał udział w Igrzyskach Olimpijskich w Turynie zajmując szóste miejsce w zawodach drużynowych. Indywidualnie uplasował się na 22. pozycji w sprincie, a w Gundersenie rywalizację ukończył dziesięć pozycji niżej.
W 2008 roku zakończył karierę.

## Osiągnięcia

### Igrzyska Olimpijskie
| Miejsce | Dzień     | Rok  | Miejscowość | Konkurencja           | Wynik zwycięzcy | Strata      | Zwycięzca      |
| ------- | --------- | ---- | ----------- | --------------------- | --------------- | ----------- | -------------- |
| 32.     | 11 lutego | 2006 | Pragelato   | Gundersen HS106/15 km | 39:44.6 min     | +4:45.2 min | Georg Hettich  |
| 4.      | 15 lutego | 2006 | Pragelato   | Sztafeta HS134/4x5 km | 49:52.6 min     | +1:43.4 min | Austria        |
| 22.     | 21 lutego | 2006 | Pragelato   | Sprint HS134/7.5 km   | 18:29.0 min     | +1:14.0 min | Felix Gottwald |

### Mistrzostwa świata
| Miejsce | Dzień     | Rok  | Miejscowość | Konkurencja           | Wynik zwycięzcy | Strata      | Zwycięzca       |
| ------- | --------- | ---- | ----------- | --------------------- | --------------- | ----------- | --------------- |
| 23.     | 18 lutego | 2005 | Oberstdorf  | Gundersen HS100/15 km | 38:56.2 min     | +2:49.5 min | Ronny Ackermann |
| 9.      | 23 lutego | 2005 | Oberstdorf  | Sztafeta HS137/4x5 km | 49:45.5 min     | +4:35.5 min | Norwegia        |
| 34.     | 27 lutego | 2005 | Oberstdorf  | Sprint HS137/7.5 km   | 20:15.6 min     | +3:15.2 min | Ronny Ackermann |

### Puchar Świata

#### Miejsca w klasyfikacji generalnej
- sezon 2004/2005: 45.
- sezon 2005/2006: 37.

#### Miejsca na podium chronologicznie
Hatakeyama nie stał na podium indywidualnych zawodów Pucharu Świata.

### Puchar Kontynentalny

#### Miejsca w klasyfikacji generalnej
- sezon 1998/1999: 82.
- sezon 1999/2000: 81.
- sezon 2001/2002: 43.
- sezon 2003/2004: 1.
- sezon 2004/2005: 6.
- sezon 2006/2007: 71.
- sezon 2007/2008: 28.

#### Miejsca na podium chronologicznie
| Nr | Data             | Miejscowość   | Konkurencja              | Wynik zwycięzcy | Pozycja | Strata    | Zwycięzca            |
| -- | ---------------- | ------------- | ------------------------ | --------------- | ------- | --------- | -------------------- |
| 1. | 6 stycznia 2004  | Tarvisio      | Sprint K90/7.5 km        | ?               | 2.      | +10.2 s   | David Kreiner        |
| 2. | 10 stycznia 2004 | Villach       | Sprint K90/7.5 km        | ?               | 3.      | +8.2 s    | Marc Frey            |
| 3. | 14 lutego 2004   | Nozawa Onsen  | Gundersen K90/15 km      | ?               | 2.      | +47.5 s   | Takashi Kitamura     |
| 4. | 17 lutego 2004   | Hakuba        | Sprint K120/7.5 km       | ?               | 3.      | +56.2 s   | Takashi Kitamura     |
| 5. | 13 marca 2004    | Zakopane      | Start masowy HS134/10 km | 233,8 pkt       | 1.      | -         | -                    |
| 6. | 14 marca 2004    | Zakopane      | Sprint HS134/7.5 km      | 20:12,6 min     | 3.      | +16.1 s   | Lucas Vonlanthen     |
| 7. | 14 stycznia 2005 | Val di Fiemme | Start masowy HS134/10 km | 255,8 pkt       | 3.      | -13,2 pkt | Siergiej Maslennikow |
| 8. | 22 stycznia 2005 | Baiersbronn   | Gundersen HS90/15 km     | ?               | 1.      | -         | -                    |

### Letnie Grand Prix

#### Miejsca w klasyfikacji generalnej
- 2004: 53.

#### Miejsca na podium chronologicznie
Hatakeyama nie stał na podium indywidualnych zawodów LGP.